# Kashinagara
Kashinagara é uma cidade no distrito de Gajapati, no estado indiano de Orissa.

## Demografia
Segundo o censo de 2001, Kashinagara tinha uma população de 9782 habitantes. Os indivíduos do sexo masculino constituem 49% da população e os do sexo feminino 51%. Kashinagara tem uma taxa de literacia de 43%, inferior à média nacional de 59.5%: a literacia no sexo masculino é de 53% e no sexo feminino é de 34%. Em Kashinagara, 13% da população está abaixo dos 6 anos de idade.